# Przestrzeń zdarzeń elementarnych
Przestrzeń zdarzeń elementarnych (zbiór zdarzeń elementarnych, przestrzeń próbek losowych) – zbiór wszystkich możliwych wyników doświadczenia losowego; wyniki te nazywa się zdarzeniami elementarnymi.
Pojęcie zbioru zdarzeń elementarnych należy do podstawowych w rachunku prawdopodobieństwa. Tradycyjnie zbiór ten oznacza się literą {\displaystyle \Omega .}
Zbiór zdarzeń elementarnych stanowi jeden z trzech elementów modelu probabilistycznego opisującego dane doświadczenie losowe. Pozostałymi elementami są: zbiór zdarzeń losowych {\displaystyle {\mathcal {F}}} (tj. mierzalnych podzbiorów {\displaystyle \Omega ,} które tworzą tzw. σ-ciało) oraz miara probabilistyczna {\displaystyle P} (prawdopodobieństwo) przypisana do każdego zdarzenia losowego.
Zbiór zdarzeń elementarnych {\displaystyle \Omega } uzupełniony o σ-ciało {\displaystyle {\mathcal {F}}} tworzy parę {\displaystyle (\Omega ,{\mathcal {F}})} zwaną przestrzenią mierzalną. Przestrzeń mierzalna {\displaystyle (\Omega ,{\mathcal {F}})} uzupełniona o miarę probabilistyczną tworzy trójkę {\displaystyle (\Omega ,{\mathcal {F}},P)} zwaną przestrzenią probabilistyczną.
Pomiędzy zdarzeniami elementarnymi a zdarzeniami losowymi istnieje istotna różnica: pierwsze są pojedynczymi elementami {\displaystyle \omega _{i}} zbioru zdarzeń elementarnych (czyli {\displaystyle \omega _{i}\in \Omega }), natomiast drugie są podzbiorami zbioru zdarzeń elementarnych – mogą więc zawierać wiele zdarzeń elementarnych, np. zdarzenie {\displaystyle A=\{\omega _{1},\omega _{2},\omega _{3}\}\subseteq \Omega .}

## Przykłady
- Rzut jedną monetą: zbiorem zdarzeń elementarnych jest zbiór {\displaystyle \Omega } = {Orzeł, Reszka}, przy czym zdarzeniami elementarnymi są Orzeł oraz Reszka.
- Rzut dwiema monetami: zbiór zdarzeń elementarnych ma postać par uporządkowanych {\displaystyle \Omega } = {(O, O), (O, R), (R, O), (R,R)}, gdzie oznaczono: O = orzeł oraz R = reszka (na 1. miejscu notujemy wyniki rzutu 1. monetą, a na 2. miejscu wyniki rzutu 2. monetą).
- Rzut n monet: zbiór zdarzeń elementarnych tworzą n-ki uporządkowane, w których poszczególne elementy mogą przyjmować wartości O lub R.
- Rzut pojedynczą kostką: zbiór zdarzeń elementarnych tworzą liczby oczek, jakie można otrzymać w pojedynczym rzucie, tj. {\displaystyle \Omega ^{1}=\{1,2,3,4,5,6\}.}
- Rzut dwiema kostkami: zbiór zdarzeń elementarnych tworzą pary liczb oczek, jakie można otrzymać w pojedynczym rzucie na każdej z kostek, tj. {\displaystyle \Omega ^{2}=\{(1,1),(1,2),\dots ,(1,6),(2,1),(2,2),\dots ,(6,6)\}.} Zbiór zdarzeń elementarnych jest więc iloczynem kartezjańskim zbioru {\displaystyle \Omega ^{1},} tj. {\displaystyle \Omega ^{2}=\Omega ^{1}\times \Omega ^{1}.}